# Пінгук (Міссурі)
Пінгук (англ. Pinhook) — селище (англ. village) в США, в окрузі Міссісіпі штату Міссурі. Населення — 6 осіб (2020).

## Географія
Пінгук розташований за координатами 36°44′17″ пн. ш. 89°16′10″ зх. д. / 36.73806° пн. ш. 89.26944° зх. д. (36.738040, -89.269480).  За даними Бюро перепису населення США в 2010 році селище мало площу 0,37 км², уся площа — суходіл.

## Демографія
Згідно з переписом 2010 року, у селищі мешкало 30 осіб у 17 домогосподарствах у складі 8 родин. Густота населення становила 82 особи/км².  Було 19 помешкань (52/км²).
Расовий склад населення:
| - 96,7 % — чорних або афроамериканців - 3,3 % — білих |

До двох чи більше рас належало 0,0 %. Частка іспаномовних становила 0,0 % від усіх жителів.
За віковим діапазоном населення розподілялося таким чином: 10,0 % — особи молодші 18 років, 56,7 % — особи у віці 18—64 років, 33,3 % — особи у віці 65 років та старші. Медіана віку мешканця становила 54,0 року. На 100 осіб жіночої статі у селищі припадало 100,0 чоловіків;  на 100 жінок у віці від 18 років та старших — 107,7 чоловіків також старших 18 років.
Цивільне працевлаштоване населення становило 0 осіб. 